# حمية الإقصاء
حمية الإقصاء (بالإنجليزية: Elimination diet)‏ هي إجراء تشخيصي يُستخدم لتحديد الأطعمة التي لا يمكن للفرد استهلاكها دون تأثيرات ضارة. قد تكون التأثيرات العرضية ناتجة عن حساسية الطعام وعدم تحمل الطعام والآليات الفسيولوجية الأخرى (مثل التمثيل الغذائي أو السموم)، أو مزيج من هذه. عادة ما تتضمن الحمية الغذائية لإزالة الغذاء المشتبه به من النظام الغذائي لفترة من أسبوعين إلى شهرين، والانتظار لتحديد ما إذا كانت الأعراض قد تحسنت خلال تلك الفترة الزمنية. في حالات نادرة، قد يرغب أحد العاملين في مجال الصحة في استخدام حمية غذائية بسيطة لتخفيف الأعراض التي يعاني منها المريض.
وتشمل الأسباب الشائعة لاتخاذ نظام غذائي للتخلص من الحساسية الغذائية المشتبه فيها وعدم تحمل الطعام. قد يزيل النظام الغذائي للتخلص واحد أو أكثر من الأطعمة الشائعة، مثل البيض أو الحليب، أو قد يزيل واحدة أو أكثر من المواد الثانوية أو غير الغذائية، مثل ملون غذائي اصطناعي.
يعتمد النظام الغذائي للتخلص من التجربة والخطأ على تحديد أنواع الحساسية وعدم التسامح. عادة، إذا تم علاج الأعراض بعد إزالة الطعام من النظام الغذائي، ثم يعاد تقديم الطعام لمعرفة ما إذا كانت الأعراض ستظهر مرة أخرى. وقد زُعم أن هذا التحدي - نهج نزع الملكية والإحالة كان مفيدا بشكل خاص في الحالات [بحاجة إلى توضيح] مع أعراض متقطعة أو غامضة [بحاجة لمصدر طبي]
يمكن أن يكون حمية الاستبعاد أداة تشخيصية أو طريقة تستخدم بشكل مؤقت لتحديد ما إذا كانت أعراض المريض مرتبطة بالأغذية. يستخدم مصطلح القضاء على النظام الغذائي أيضا لوصف «نظام غذائي علاج»، الذي يلغي بعض الأطعمة للمريض
يمكن أن تكون التفاعلات العكسية للطعام بسبب عدة آليات. يعتبر التحديد الصحيح لنوع التفاعل في الفرد أمرًا مهمًا، حيث قد تكون هناك حاجة إلى طرق مختلفة للإدارة. كان مجال الحساسية الغذائية وعدم التسامح مثيرا للجدل وهو حاليا موضوع بحث مكثف. وقد اتسمت في الماضي بعدم وجود قبول عالمي للتعاريف والتشخيص والعلاج.

## التاريخ
كان أول من اقترح مفهوم الحمية الإقصائية هو الدكتور ألبرت رو في عام 1926 وطرحت في كتابه «حمية القضاء» وحساسية المريض، الذي نشر في عام 1941.
في عام 1978، نشر باحثون أستراليون تفاصيل عن «نظام غذائي للإقصاء» لاستبعاد مواد كيميائية معينة من الأطعمة التي يتناولها المرضى. وهذا يوفر أساسا للتحدي مع هذه المواد المضافة والمواد الكيميائية الطبيعية. باستخدام هذا النهج، تم تأسيس الدور الذي تلعبه العوامل الكيميائية الغذائية في التسبب في الأرتكاريا المجهولة السبب المجهدة (CIU)، وتمهيد الطريق أمام تجارب DBPCT المستقبلية لمثل هذه المواد في دراسات عدم تحمل الطعام.

## التعريفات
«حساسية الطعام» هو مصطلح شامل يشمل الحساسية الغذائية وعدم تحمل الطعام.
تعرّف حساسية الطعام بأنها فرط الحساسية المناعية التي تحدث بشكل شائع لبروتينات الغذاء مثل البيض والحليب والمأكولات البحرية والمحار وجوز الشجر والصويا والقمح والفول السوداني. تتميز آلية الاستجابة البيولوجية الخاصة بها بزيادة إنتاج الأجسام المضادة لـغلوبيولين مناعي ه. IgE (immunoglobulin E)
من ناحية أخرى، لا يؤدي عدم تحمل الطعام إلى تنشيط نظام الاستجابة المناعية للفرد. يختلف عدم تحمّل الطعام عن حساسية الطعام أو الحساسية الكيميائية لأنه يتطلب عمومًا حجمًا طبيعيًا للعضو ينتج عنه أعراض مشابهة لاستجابة مناعية IgE. في حين أن عدم تحمل الطعام قد يخطئ في حساسية الطعام، إلا أنه يعتقد أنه ينشأ في الجهاز الهضمي. عادة ما يحدث عدم تحمل الغذاء بسبب عدم قدرة الفرد على هضم أو امتصاص الأطعمة أو المكونات الغذائية في الأمعاء. أحد الأمثلة الشائعة على عدم تحمل الطعام هو عدم تحمل اللاكتوز.
- ترجع تفاعلات الغذاء الأيضية إلى أخطاء في الأجنة أو المكتسبة في عملية التمثيل الغذائي للمغذيات مثل مرض السكري، ونقص اللاكتيز، وبيلة الفينيل كيتون وفوال، تنتج تفاعلات الطعام السامة عن الحركة المباشرة للأغذية أو المواد المضافة دون تدخل مناعي.[15]
- عادة ما تكون التفاعلات الدوائية للمواد الكيميائية منخفضة الوزن الجزيئي التي تحدث إما كمركبات طبيعية مثل الساليسيلات، الأمينات، أو المواد المضافة صناعيًا مثل المواد الحافظة، التلوين، المستحلبات ومعززات الذوق بما في ذلك الغلوتامات (MSG).[16] هذه المواد الكيميائية قادرة على التسبب في تعاطي المخدرات مثل (الآثار البيوكيميائية) في الأفراد عرضة.
- قد تكون السموم إما موجودة بشكل طبيعي في الطعام أو تطلقها البكتيريا أو من تلوث المنتجات الغذائية.[17][18]
- تتضمن التفاعلات النفسية مظاهر الأعراض السريرية التي لا تسببها الأغذية، ولكن المشاعر المرتبطة بالأغذية. لا تحدث الأعراض عندما يتم إعطاء الطعام في شكل لا يمكن التعرف عليه.[19] على الرغم من أن الفرد قد يكون له رد فعل سلبي على الطعام، إلا أنه لا يعتبر عدم تحمل غذائي.

تخلص من الحميات المفيدة في تشخيص حساسية الطعام وعدم تحمل الطعام الدوائي. يجب تشخيص التفاعلات الأيضية والسامة والنفسية بوسائل أخرى.